# السلالة السليمانية
السلالة السليمانية (بالإنجليزية: Solomonic dynasty)‏، المعروفة أيضًا باسم بيت سليمان (بالإنجليزية: House of Solomon)‏، هي السلالة الحاكمة السابقة للإمبراطورية الإثيوبية. ويدعي أعضائها بأنهم منحدرين من أصل أصيل من الملك سليمان ملك بني إسرائيل والملكة بلقيس. وتقول التقاليد أن الملكة أنجبت منليك الأول بعد زيارتها التي وصفها الكتاب المقدس إلى سليمان في القدس. في عام 1270، أطاح الإمبراطور يكونو أملاك بسلالة زاغو الحاكمة في إثيوبيا، التي ادعى النسب إلى سليمان وبدأت العصر السليماني في إثيوبيا. استمرت السلالة السليمانية حتى عام 1974، وانتهت بعد قيام انقلاب وسقوط الإمبراطور هيلا سيلاسي.